# Next (Vanessa Williams)
Next è il quinto album in studio della cantante e attrice statunitense Vanessa Williams, pubblicato nel 1997.

## Tracce
1. Who Were You Thinkin' 'Bout? – 4:06 (Phil Galdston, Keith Thomas)
2. Happiness – 4:27 (James Harris, Terry Lewis, John Smith)
3. And My Heart Goes – 4:23 (Joyce Dean, J. Dibbs)
4. First Thing on Your Mind – 3:57 (Antonina Armato, Kenny LaMar McGowan, K. Miller)
5. Crazy 'Bout You – 4:34 (Daryl Simmons)
6. Lost Without You – 4:40 (Adrianne Johnson Ross)
7. Someone Like You – 4:53 (Van Morrison)
8. The Easiest Thing – 4:34 (Stephanie Lewis, R. Mathes)
9. Surrender – 4:55 (Barry J. Eastmond, Siedah Garrett)
10. Start Again – 3:56 (R. Kelly)
11. And If I Ever – 4:06 (J. Harris, T. Lewis)
12. Oh How the Years Go By – 5:11 (Simon Climie, Will Jennings)